# Isaac Sánchez
Isaac Sánchez González (Badalona, 17 de septiembre de 1981), anteriormente conocido como Loulogio, es un historietista, comediante, monologuista y presentador de televisión español. Es principalmente reconocido por ser uno de los primeros youtubers en España, además de superar los 800 mil suscriptores. Debido a su antigüedad, es reconocido como «el abuelo de YouTube» dentro de la comunidad hispana.
Con el fin de mostrar a sus amigos, realizaba doblajes grabados a series de televisión y, en 2006, comenzó a publicar su contenido en YouTube. Tomó relevancia en la comunidad hispana del sitio, pero no se volvió viral hasta que publicó su video «La batamanta», que se trató de un doblaje paródico a una publicidad de un producto llamado snuggie. A la par que comenzó a tener éxito, empezó a realizar stand up y, tras ser descubierto por un cazatalentos, hizo su debut en la televisión, donde ocupó el rol de comentarista en El carrerón de los famosos de Sálvame. Tras esto, hizo aparición en varios programas de televisión: Fiesta Suprema (2013) y Sinvergüenzas (2014), además de hacer apariciones en el programa En el aire, con Andreu Buenafuente. Tras su paso por la televisión, continuó con la realización de monólogos y videos para YouTube hasta 2018, cuando anunció su retirada del humor.
Antes de ser humorista, Sánchez se dedicaba principalmente al dibujo y la pintura, y ha llegado a realizar un taller de pintura. Antes de volverse muy popular en YouTube en 2010, publicó dos cómics: El regreso del hombre pez (2009) y La caja de Basilio (2010). El primero de estos, fue ganador del premio Josep Coll en el Salón Internacional del Cómic de Barcelona de su correspondiente año. Tras esto, dejó de lado su carrera como historietista para dedicarse al humorismo, por lo que no publicó ningún trabajo hasta 2017, cuando lanzó el primer capítulo de Taxus, El último en llegar. Al año siguiente, decidió finalizar con su carrera como youtuber y monologuista, con la finalidad de continuar su carrera como dibujante de cómics y, acto seguido, publicó los dos últimos capítulos de Taxus: La cabra (2018) y Lo que dejamos atrás (2019). A finales de 2020, durante el confinamiento por la pandemia de COVID-19, publicó su cuarto cómic El don, el cual fue premiado como "Mejor Cómic" por el por el Gremio de Librerías de Madrid en 2021.

## Vida personal

### Primeros años

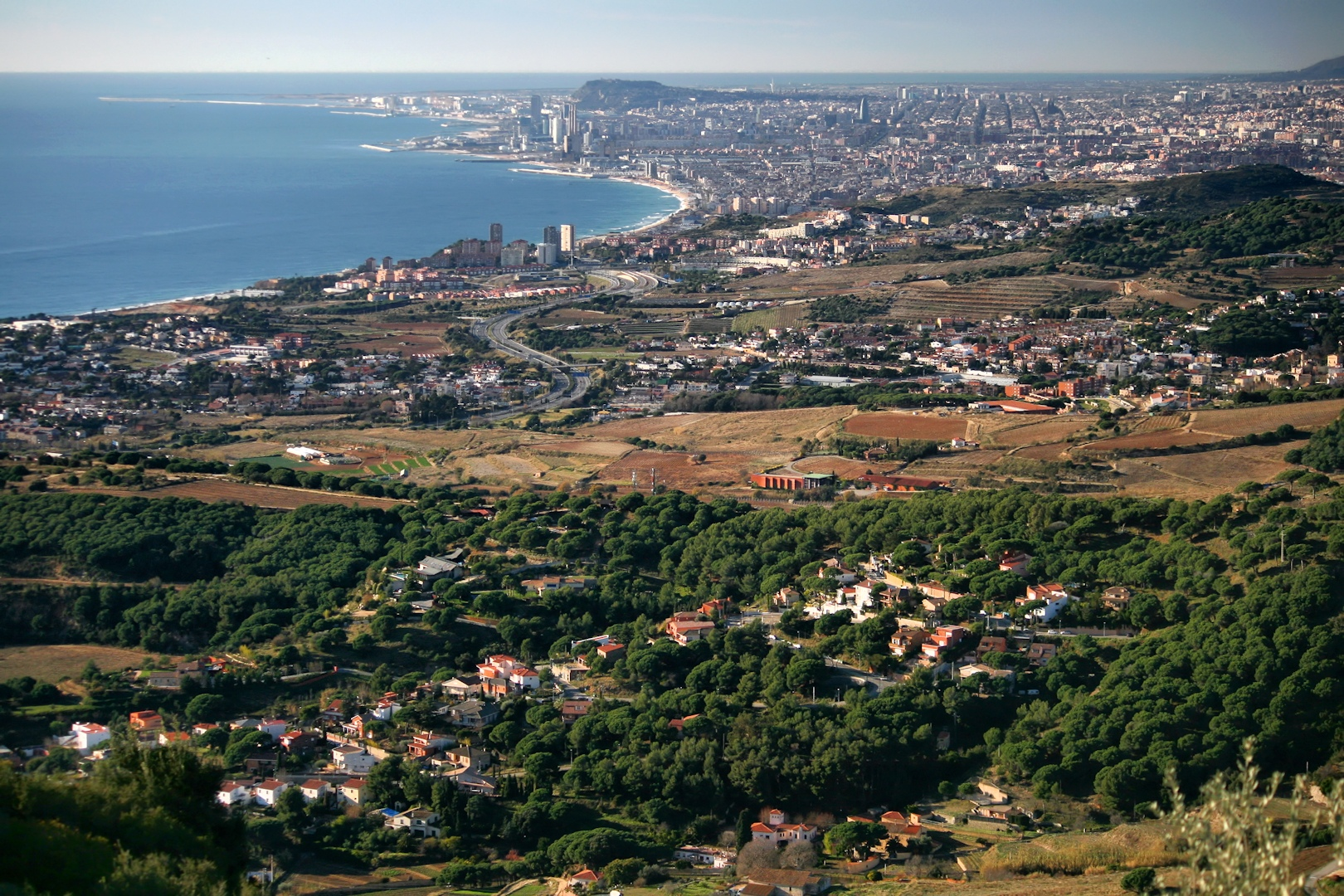
Isaac Sánchez nació en Badalona.

Isaac Sánchez González nació el 17 de septiembre de 1981 en Badalona, un municipio de la provincia de Barcelona. Allí pasó su infancia, la cual recuerda con cariño, hasta los 17 años, cuando su familia se mudó a Martorell. Su primera experiencia en el mundo laboral fue en empresas de trabajo temporal ya que, según Sánchez, «era un chaval que me pasaba la tarde dibujando, pero que de eso no podía vivir». En un monólogo —hecho en enero de 2020— comentó que estos trabajos son una «enfermedad social». Más tarde, estudió la carrera de bellas artes y comenzó a ejercer como profesor de dibujo. En su adolescencia y por influencia de su padre —quien era culturista—, Sánchez cuidaba mucho su cuerpo y peso, sin embargo dejó de darle tanta importancia a ese aspecto y comenzó a ganar bastante peso.

### Diabetes y pérdida de peso
Entre 2017 y 2018, comenzó a tener «achaques muy fuertes» con la pérdida de peso, sin embargo, en el momento no encontró un motivo grave para realizar una consulta médica. Aunque anteriormente había estado consciente de problemas en su salud, no fue hasta ese año que comenzó a sospechar de poseer la enfermedad. Mientras oía un programa de radio, escuchó sobre la existencia de una ópera que estaba recogiendo materiales y datos para el estudio de la diabetes: «Dijeron los síntomas, y según estaba escuchando el programa, me di cuenta de que todos los síntomas los tenía yo, así que dije: “Vale, voy a ir al médico, porque tengo todos”». Cuando lo citaron al hospital para darle la noticia, el médico le preguntó: «¿Cómo es que estás respirando?», debido a que, no solo fue diagnosticado con diabetes, sino además tenía en la sangre un nivel de glucosa de 400 miligramos por decilitro. Durante los siguientes años, comenzó a perder peso a gran velocidad por culpa de la enfermedad, y esto le llevó a pesar en una ocasión menos de 70 kilogramos: «Yo me miré al espejo y me puse a llorar, porque era un esqueleto. [...] Evitaba mirarme porque sabía que estaba muy mal». Más tarde, comentó que evitaba mirar su cuerpo para no enfrentar la enfermedad, a la cual nombró como un «demonio», además de decir que sentía que su cuerpo «le traicionaba» y «le boicoteaba», por lo que se vio afectado tanto en su salud física como mental. No obstante, durante una entrevista —en 2020— realizada en el podcast The Wild Project, agradeció a la enfermedad por estabilizar su dieta alimenticia y, además, comentó que había empezado el gimnasio con el fin de mejorar su condición física: «Mi padre era culturista. Que esto lo tengo yo de familia. [...] No agradezco tener diabetes, pero si que más que un impedimento, siento que estoy todo lo sano que puedo estar y eso lo valoro también».

## Carrera como humorista

### Comienzo y éxito comoyoutuber(2006-2010)

Icono del canal de YouTube de Loulogio.

En 2006, comenzó a realizar videos para YouTube con la finalidad de mostrarlos a un amigo. Para crear dicha cuenta, necesitaba poner un nombre de usuario para su canal y, tras probar varios nombres que ya se encontraban en uso, decidió darse de alta como Loulogio, nombre que —reveló en 2020— no le gustaba: «Yo nunca me quise llamar Loulogio. Que Loulogio lo puse porque no estaba cogido, que era el nombre de un villano que yo dibujaba que estaba basado en mi profesor de primaria [Eulogio]». Su primer video para la plataforma fue una parodia realizada a la banda irlandesa U2 y, más tarde, comenzó a realizar una sección llamada «ART ATTAX», que se trataban de pequeños doblajes humorísticos superpuestos en escenas del programa de televisión infantil de manualidades Art Attack. Durante un monólogo, realizado en enero de 2020 a través de su cuenta de Twitch, comentó que cuando se reunía en casa de sus amigos, ponían la serie estadounidense Baywatch, bajaban el volumen de la televisión y doblaban en directo a los diferentes personajes del programa: «Yo, que tenía mucho tiempo libre y mucho estar en casa, descubrí la forma de hacer doblajes solo». En dicho monólogo dijo además que realizaba doblajes a series de forma privada y, que en lugar de publicar el material el YouTube, lo guardaba en un CD y lo enseñaba a sus amigos. Se mantuvo activo en la plataforma hasta septiembre de 2007, cuando dejó de darle importancia a la plataforma, ya que estaba principalmente centrado en la realización de una academia de dibujo y pintura en Martorell, pueblo en el que residía. A pesar de esto y, un año después de dejar de publicar contenido en YouTube, una amiga de Isaac le enseñó, a través de la red social Facebook, un club de fanes de Loulogio. En 2010, se presentó en el concurso de cómics Creacómic —una competencia en línea que dependía de los votos del público— con una obra de propia autoría llamada La caja de Basilio. Con el fin de aumentar su cantidad de votos, decidió publicar un video en el que anunciaba nuevo contenido para su canal de YouTube y, además, pedía que votasen por su obra en la página de Creacómic.

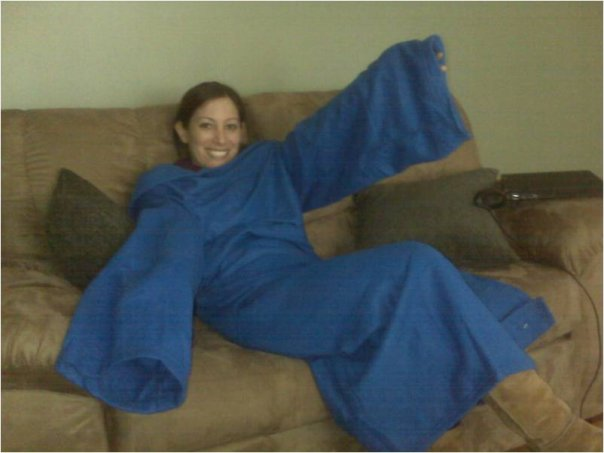
Isaac parodió el anuncio infomercial del snuggy en «La batamanta», el cual se volvió viral y lo popularizó.

Tiempo después y, mientras navegaba por internet, se cruzó con un anuncio de un producto llamado snuggy, una prenda de vestir que consiste en una manta con mangas: «Me hizo gracia, me sugirió algo sectario y lleno de excesos. Bueno, digo “pues voy a doblar esto que parece gracioso”». Este video titulado «La batamanta», se volvió viral en YouTube y popularizó, no solo el producto de forma considerable en la comunidad hispana, sino además el término batamanta, que fue inventado por Sánchez. En un año y un mes, el video superó las 3 millones de reproducciones en la plataforma. Tras el gran impacto de este último, decidió incursionar en el stand up debido a que, un día mientras pintaba, escuchó al escritor catalán Martín Piñol hablar sobre los monólogos humorísticos y que poseía establecimientos con micrófono abierto. Tras esto, Sánchez se contactó con Piñol a través de internet: «No sé si fue por mail o no sé, le escribí y le dije “nunca he hecho monólogos”. […] Me dio unos cuantos consejos porque yo le dije que era un novato». Piñol lo invitó a realizar un monólogo en uno de sus bares que Isaac, describió más tarde, como un lugar «pequeñito», de un tamaño similar al de un pasillo que contaba con una barra y un escenario. La noche en la que se presentó, el bar se llenó de personas —entre las que se encontraba el youtuber AuronPlay— y, en palabras de Sánchez, el monólogo funcionó más o menos bien. «Alternaba mi vida de pintor y profesor de pintura, con bajar de vez en cuando a Barcelona a tener ese éxito de llevar gente a bares. […] Algunos de los monólogos que hacían eran malísimos». Tiempo después, comenzó a añadir material audiovisual a sus funciones, utilizando videos absurdos que comentaba en directo. Ejemplo de esto último, fue la utilización de la escena final de la película hongkonesa Ninja Masters of Death —en español: Proyecto Ninjas del Infierno—, donde había una lucha de ninjas conocidos conocidos como «Ninjas púrpura» y, más tarde, realizó un video para su canal Loulogio llamado «La mejor escena de ninjas de la historia del cine», que tomó mucha notoriedad en la plataforma, por lo que consiguió 5 millones de visitas en poco menos de dos años: «Esa parte jocosa, que luego subí a YouTube, la tenía practicada y exhibida en teatros pequeños. […] Era como un momento bastante estrella del monólogo».

### Paso por la televisión y retiro del humor (2010-2018)

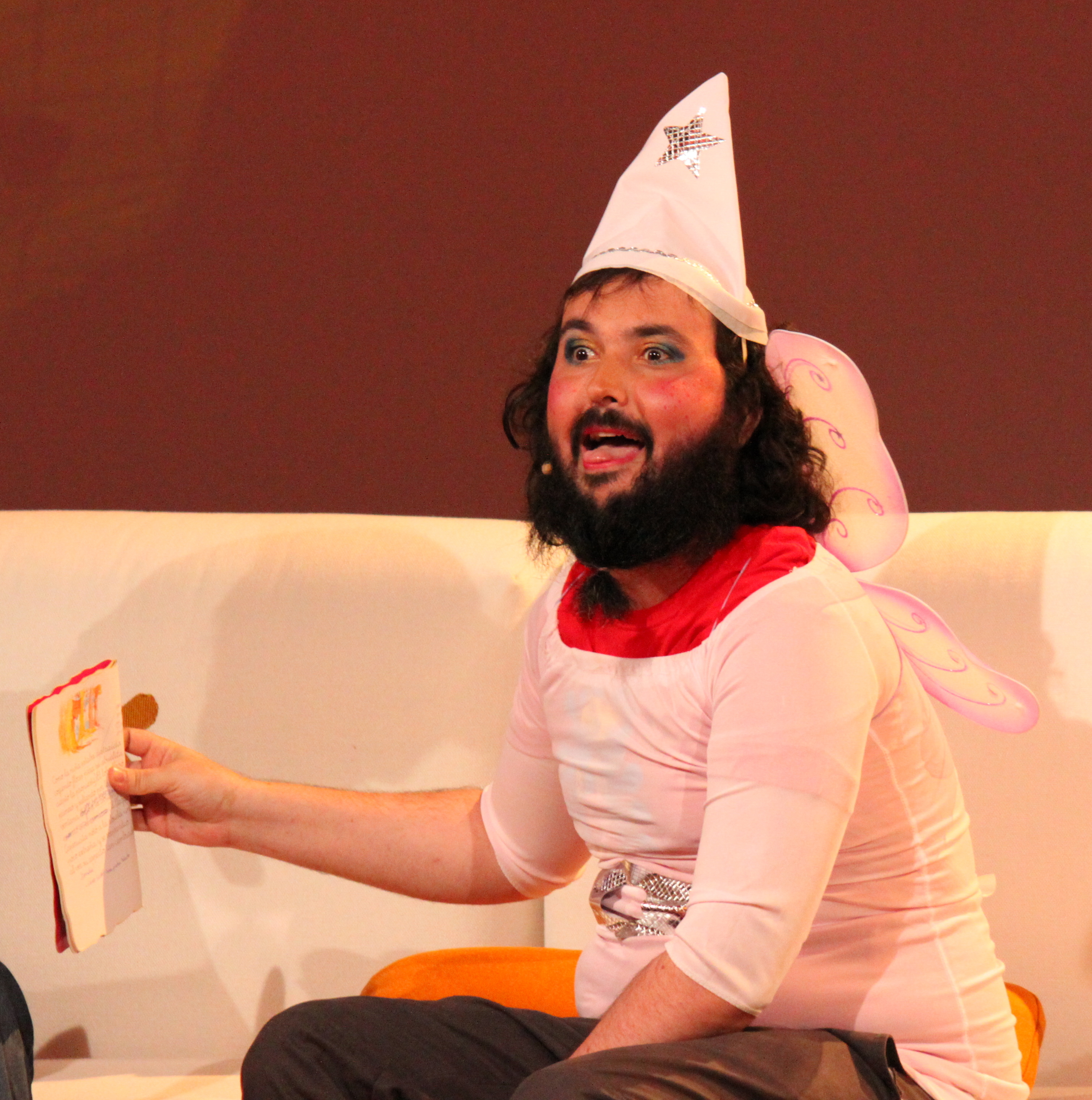
Isaac en uno de sus monólogos cómicos en 2013.

En una de sus presentaciones, un cazatalentos le descubrió y, tras esto, el nombre de Sánchez se volvió relevante dentro de las productoras de televisión españolas. Tras esto, fue contactado por la cadena Telecinco para participar como comentarista en una maratón benéfica de Sálvame llamada El carrerón de los famosos. Su éxito como humorista continuó durante los siguientes meses, por lo que se le ofreció realizar un show en Club Capitol, ubicado en Barcelona. Dichas presentaciones fueron un fracaso, ya que solo asistían cincuenta espectadores por función, por lo que el encargado del teatro pidió a la productora de Sánchez que «no vuelva nunca más a el teatro». Durante finales del y principios de 2011, comenzó a dedicar más tiempo a ensayar sus monólogos y a practicar, por lo que comenzó a tener mejores resultados como humorista. Durante ese año, Isaac fue invitado a una entrevista realizada por el programa Visto lo visto, conducido por Valentí Sanjuan. «El presentador no me conocía de nada, solo tenía la información de que era un friki de internet». La sesión de preguntas fue realizada junto con Juanra Bonet y, aunque su objetivo era promocionar su vuelta al Club Capitol de Barcelona, esta se vio «torpedeada» por Bonet y Sanjuan: «Se dedicaron a, básicamente, putearme en la entrevista». Aunque la entrevista resultó mal, tras su finalización recibió disculpas de parte de Bonet. La sesión de preguntas a Sánchez, en comparación a los otros videos del programa —la mayoría de estos no superaban las treinta o cuarenta vistas—, se volvió relativamente popular, por lo que Sanjuan decidió contratarle como colaborador del show. «Aquí no voy a ser humilde. Gracias a mí, pasó de ser un programa condenado a desaparecer, a un programa que marcó una época en Barcelona». Tras esto, comenzó a hacer apariciones en varios programas de televisión. En 2013, Realizó junto a otros youtubers un show de televisión llamado Fiesta Suprema en la cadena La 2, que fue cancelado al poco tiempo por el disgusto del público. En una entrevista con Jordi Carrillo de Albornoz en el podcast The Wild Project, comentó que había «una desconexión entre lo que se quería hacer y lo que se podía hacer»: «Tu llegas ahí, con todo tu buen humor para hacer un chiste guay, y tienes delante a cinco cámaras funcionarios de cincuenta años que no te quieren ahí, no te entienden y lo hacen ver».
Luego, realizó un programa llamado Sinvergüenzas (2014) en la cadena Antena 3, y finalmente, hizo varias apariciones como colaborador en el programa En el aire, con Andreu Buenafuente de la cadena La Sexta (desde 2013 hasta 2015). Para este último, realizó varias secciones durante sus apariciones, entre ellas «AhorrateLou», que la propuso cuando le pidieron que pensara en ideas. Por otro lado, tuvo participación como doblador en la 18.ª temporada de la serie de televisión animada South Park, junto con Wismichu, Tiparraco, Videopatas, Adelita Power y Korah: «[South Park] es la serie de mi infancia. Yo estuve en el cine con 15 añitos cantando «Eres un cabrón, hijoputa», el primero». Durante los años posteriores, se dedicó a realizar reseñas a películas en su canal de YouTube, principalmente a películas de superhéroes debido a su amor por los cómics, además de realizar parodias y vídeos donde exploraba temas culturales desde un punto humorístico. A la par que realizaba dicho contenido, continuó con sus monólogos y, realizó en teatros de España, El chou de Lou (2014) y A contrapelo (2017). Por otro lado, escribió un libro llamado Cómo triunfar absolutamente en todo (2016), lanzado bajo la editorial Timunmas. El 4 de enero de 2018, lanzó un comunicado a través de su canal en el que anunció su retiro de la plataforma y la muerte de su personaje Loulogio, con el fin de dedicarse principalmente a la realización de sus cómics. «Youtube no es el espacio en el que me siento más a gusto». A pesar de esto, continuó activo en su canal, ya que allí publicaba extractos de sus directos en la plataforma de streaming Twitch, en la que comenzó a realizar directos semanalmente. Realizó su último monólogo en septiembre de ese año: «He decidido despedirme en septiembre porque aunque el año empieza en enero, es en ese mes cuando realmente empiezan las cosas nuevas».

## Carrera como dibujante de cómics

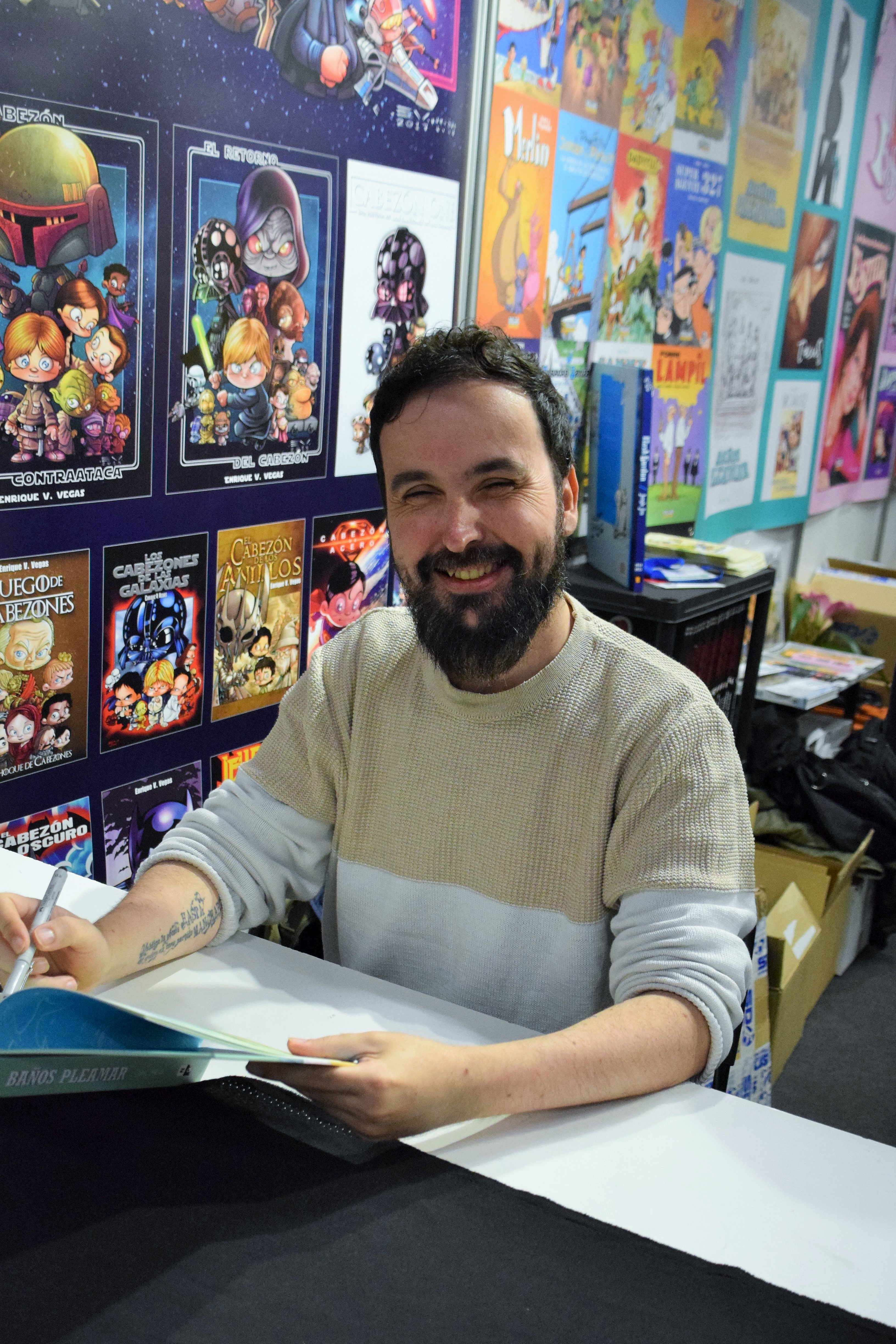
Isaac Sánchez firmando ejemplares de su cómic Baños Pleamar en el Salón del Cómic de Barcelona, 2023.

Desde pequeño, Sánchez ha sido un amante del dibujo y la pintura, lo que le incentivó a cursar la carrera de bellas artes en la universidad. Durante un largo tiempo, se dedicó exclusivamente a la pintura y, a la par que publicó su primer video en YouTube, se encontraba ejerciendo como profesor de una academia de dibujo propia en el pueblo donde residía, Martorell. Entre 2009 y 2010, publicó dos cómics: El regreso del hombre pez (2009) y La caja de Basilio (2010). El primero de estos, publicado con Ediciones Glénat, fue galardonado con el premio Josep Coll en el Salón Internacional del Cómic de Barcelona. Sin embargo, cuando creció su éxito como youtuber y humorista, decidió «lanzarse a la piscina» y se dedicó completamente a ello, por lo que abandonó casi en su totalidad el arte. En 2017, cuando comenzó a alejarse de YouTube, publicó El último en llegar, que sería el primer capítulo de la trilogía Taxus. Al año siguiente, anunció su retiro del humor y publicó la segunda parte de Taxus: La cabra. La trilogía de Taxus finalizó en 2019, cuando Sánchez publicó Lo que dejamos atrás. En 2020, comenzó otro cómic: El don, publicado a finales de ese año, durante el confinamiento por coronavirus.

### El regreso del hombre pez(2009)
El regreso del hombre pez fue la primera historieta publicada por Sánchez. Aquí, el artista se adentró por primera vez en la mitología cántabra y, la obra toma lugar en Liérganes, un municipio de Cantabria. La protagonista de la historia es Ana, una mujer que, tras una accidentada cita con su novio Juan Luis, se encuentra con el Hombre Pez, que toma la inspiración de el hombre pez de Liérganes. La criatura toma su origen en la caída de un lugareño en el río que, tras esto, se convierte en un híbrido entre humano y pez y, tras esto, el Hombre Pez comienza a acechar a la pareja en el bosque.
Según Adrián Peralta de LaComicTeca, esta historia es comparable con «película de cine serie B»: «Isaac da en este cómic su personal visión de la, ya conocida por todos, típica historia de Monstruo que persigue a la muchacha de turno. Pero le da una vuelta de tuerca a la historia y haciéndola divertida y fresca». Con El regreso del hombre pez, Sánchez «nos cuenta una historia sobre cómo se relaciona el mundo moderno con las tradiciones antiguas» y hace homenaje a otras historias de terror, entre ellas Swamp Thing y el monstruo de Frankenstein. Visualmente, la obra fue catalogada como un estilo cartoon y está principalmente influenciada en el trabajo de los historietistas españoles Jan y Carlos Giménez. En la reseña que el medio Zona Negativa realizó a la obra, dijo que El regreso del hombre pez tiene «una ingente cantidad de ideas inteligentes, frescas, audaces y estas en su mayoría están ejecutadas con acierto», además de comentar que despliega «resoluciones narrativas y visuales capaces de ofrecer muestras fehacientes de encontrarnos»: «Él dejó claro que no se trataba de una broma, que iba muy en serio lo de su intención de hacerse un nombre dentro de un medio en un país como el nuestro». En dicha reseña, se le dio a El regreso del hombre pez una puntuación de 7.2 sobre 10, y se destacó la calidad del dibujo, que recibió una puntuación de 7.5 sobre 10.

### Taxus(2017-2019)
Taxus es la tercera obra de Sánchez, y está compuesta por tres capítulos: El último en llegar (2017), La cabra (2018) y Lo que dejamos atrás (2019). Para este proyecto, el autor se inspiró nuevamente en la mitología cántabra, además de criaturas del folklore gallego y astur. A diferencia de su obra anterior, la historia abandonó el territorio español y transcurre en un mundo fantástico y paralelo llamado Taxus —que da nombre al trabajo—, «una suerte de limbo de tradición celtíbera que aúna una serie de figuras procedentes de mitos cántabros». En el primer capítulo, El último en llegar, se presenta al protagonista de la historia: Benito, un «hombre torturado, un perdedor, que acaba de suicidarse» y, es el último en llegar a dicho mundo, lo que da nombre al tomo. Este, tras llegar a Taxus, es el blanco principal de fuerzas oscuras que desean capturarlo, sin embargo, una diosa de la guerra llamada Anjara y un misterioso ermitaño llamado Laro tratan de impedir esto, «desconociendo la verdad tras la llegada a su mundo de este nuevo protegido». Benito es escondido por la pareja en la «ciudad-santurario» al que llegan todas las almas perdidas. Allí, es descubierto el pasado siniestro del protagonista y, a la par, sale a la luz «cierta explicación acerca de por qué los poderes oscuros de ese universo se habían interesado en él». El segundo capítulo, La cabra, que sirve como un paréntesis entre el primero y el tercero, comienza hablando de la «inevitabilidad de la naturaleza de las personas y de su sino». Con el uso de analepsis y anacronías, se establece un «nuevo punto de partida centrado en el personaje de Laro». Gracias principalmente a una serie de secuencias, se descubre el origen de Benito y «parte del secreto que se encuentra detrás de sus sorprendentes habilidades y conocimientos». En La cabra además, son reveladas las motivaciones de los villanos y los héroes del relato. Taxus finaliza con Lo que dejamos atrás, que va principalmente sobre la guerra por el dominio del mundo de Taxus. Jesús Delgado, admiró la obra durante una nota realizada para Hobby Consolas. En esta, resaltó su «evolución como artista, ya que ha demostrado haberse ganado los galones de autor publicado». El portal le dio una puntuación de 82 sobre 100 a la historia completa, además de admirar el último tomo, que definió como «el cierre definitivo y lógico». El medio Zona Negativa también realizó una reseña al cómic y, en ella, se catalogó a Sánchez como «una nueva voz en el panorama patrio, merecedora de toda nuestra atención». Se finalizó la reseña con una puntuación de 9.5 sobre 10.

### El don(2020)
El don es el cuarto trabajo de Sánchez. Para esta obra, la trama se lleva a cabo en un barrio obrero del municipio de Alcorcón, en Madrid y posee dos protagonistas: Edu y Patri, dos personas «del todo cotidianas». Este thriller de acción, que carga consigo una crítica social, habla de cómo una plaga —conocida popularmente como «el don»— dota a los infectados de habilidades sobrehumanas. La sociedad teme por ella porque son conscientes de que, «tarde o temprano, consume la vida de aquellos que son contagiados». La creación de El don fue principalmente inspirada por el confinamiento por la pandemia de COVID-19 en España, «no solo porque los atisbos del confinamiento para los afectados por el don nos resultarán más familiares que nunca, sino porque inevitablemente dará lugar a una segregación que se cebará de la manera más injusta con los más desamparados… en su momento de mayor debilidad». Lidia Castillo, escritora para Sala de Peligro, realizó una reseña sobre el mismo. En esta, comentó que, con este trabajo, «Isaac Sánchez vuelve a demostrar ser un narrador nato», y además agregó que, entre tanto artificio de ciencia ficción, revela «la faz más cruda y cruel de una sociedad impasiva»: «Así como halla una chispa de pureza y valentía en gente corriente convertida, sin comerlo ni beberlo, en una especie de Bonnie y Clyde (sin pecado cometido). ¿El resultado? Toda una tragedia shakesperiana con alma alcorconera».
En diciembre de 2021, El don fue premiado como "Mejor Cómic" por el por el Gremio de Librerías de Madrid.

### Baños Pleamar(2022)
Después de dos años de trabajo, Baños Pleamar fue publicado en mayo de 2022 por Dolmen Editorial. Al contrario que historias anteriores -con temas fundamentalmente de fantasía- este cómic trata temas más realistas y costumbristas, hasta el punto que incluye dibujos y fotografías de la época. Basado en la historia de su familia durante la infancia -que regentaba en los años 1990 el restaurante de Badalona que da título a la obra-, Isaac ha confesado en varias entrevistas que es su obra más personal e íntima hasta la fecha. En septiembre de 2022, la novela gráfica se encontraba en su quinta edición. En 2023 se publicaba la octava edición, así como en dos nuevos formatos "especiales" coincidiendo con el salón del cómic de Barcelona, así como una edición definitiva en un formato más grande.

### El de la batamanta(2023)
En noviembre de 2023, Dolmen Editorial publica El de la batamanta, la última novela gráfica -hasta la fecha- de Isaac.Se trata de una obra también autobiográfica e introspectiva, al igual que Baños, pero esta vez mucho más contemporánea. Según el propio autor, esta novela surgió "sin querer" y por la necesidad de "reírse de uno mismo" y en ella se desnuda metafórica- y literalmente. Está ambientado en el barrio Prosperidad de Madrid, donde vivió durante un año. Aunque es más humorística que su obra anterior, sigue tratando temas como su antigua identidad online (Loulogio), la salud física y mental, su trabajo en el día a día como autor de cómics o su relación con otras personas de la industria, todo ello de una manera bastante autorreferencial. 

## Filmografía

### Televisión
- Visto lo visto (2011—2013)
- Fiesta Suprema — La 2 (2013—2014)[5]
- Sinvergüenzas — Antena 3 (2014)
- En el aire, con Andreu Buenafuente — La Sexta (2013—2015)

## Obras

### Cómics
- El regreso del hombre pez — Ediciones Glénat (2009)[57]
- La caja de Basilio — (2010)
- Taxus — Dolmen Editorial[3][57]
  - El último en llegar (2017)
  - La cabra (2018)
  - Lo que dejamos atrás (2019)
- El don — Dolmen Editorial (2020)
- Baños Pleamar — Dolmen Editorial (2022)
- El de la batamanta — Dolmen Editorial (2023)
- Buena gente — Dolmen Editorial (2025)

### No ficción
- Cómo triunfar absolutamente en todo — Timunmas (2016)